# Spišská Nová Ves
 Ovo je glavno značenje pojma Spišská Nová Ves. Za Okrug pogledajte Okrug Spišská Nová Ves.
Spišská Nová Ves (mađ. Igló, njem. (Zipser) Neu(en)dorf) je grad u Košičkom kraju u istočnoj Slovačkoj. Grad je upravno središte Okruga Spišská Nová Ves.

## Zemljopis
Grad se nalazi jugoistočno od Visokih Tatri u regiji Spiš, a leži na obje obale rijeke u Hornád. To je najveći grad u okrugu Spišská Nová Ves 

## Povijest
Prva naselja na području grada datiraju iz neolitika. Kasnije na ovo područje doseljavaju Kelti koji sa sobom donose i napredne tehnologije u preradi željeza. Dokaz da su Kelti živjeli na ovom području je pronalasci Keltskog novca. Tijekom 6. stoljeća, u razdoblju poznatom kao velika seoba naroda, slavenska plemena su se pojavila u Spiš regiji. Naselje na području današnjega grada bilo je uključeno u sastav Velikomoravske Kneževine. U 12. stoljeću zabilježeno je slovačko naselje Iglov, smješteno između današnjih ulica Mlynská i Reduta, u središtu sadašnjega grada. Naselje je pretrpjelo velika oštećenja u 13. stoljeću od Mongola. Karpatski Nijemci kolonizirali su grad i u 13. stoljeću i njihovo naselje je poznato kao "Villa Nova" ("Novi grad", na latinskom) ili "Neudorf" ("Novi grad" na njemačkom), koji obuhvaća područje od sadašnjeg grada. Iglov i Neudorf su spojeni u jedan grad u drugoj polovini 13. stoljeća.
Grad primio trgovačka prava u 14. stoljeću, a rastao je i postao važan trgovački grada. On je postao službeni rudarski grad 1380. godine i imao je najveće tržište u Kraljevini Ugarskoj. Rudarstvo je bila važna djelatnost u gradu. Metal je obrađivan u pećima koje su ložene s drvima iz obližnjih šuma. 
Kovači su bili prvi lokalni obrtnici ujedinjeni u ceh, koji je dobio kraljevske povlastice 1436. godine. Grad je bio obrtničko središte s brojnim obrtnicima.
Jaki utjecaj Nijemaca koji žive u Spiš regiji doveo je do toga da je grad postao luteranski 1540. godine.  Između 1569. i 1674. u gradu je zabranjeno katoličanstvo. grad je imao mnogo kontakata s Poljskom što je pomoglo potaknuti nacionalnu svijest u slovačkom narodu. Godine 1778. Spišská Nová Ves postala je glavni grad "Provincija od 16 Špič gradova".
U 19. stoljeću jedna od glavnih gospodarskih grana bila je proizvodnja kamena. Ostale industrijske aktivnosti uključuju proizvodnju nafte i tekstilnu industriju, kao i proizvodnju poljoprivrednih strojeva. Željeznička pruga stigla je do grada 1870. godine.  A elektrana je sagrađena 1894. godine s novim tehnologijama životni uvjeti su poboljšali.

## Stanovništvo
Grad je 2001. godine imao 39 193 stanovnika, a 2020. godine 36 729 stanovnika.

### Kretanje broja stanovništva od 1880. godine
| Godina | Stanovnika | Domaćinstava |
| ------ | ---------- | ------------ |
| 1880.  | 7913       | 822          |
| 1890.  | 7769       | 844          |
| 1900.  | 9301       | 1016         |
| 1910.  | 10.525     | 1132         |
| 1921.  | 10.955     | 1150         |
| 1930.  | 12.258     | 1481         |
| 1950.  | 12.248     | 1629         |
| 1961.  | 16.878     | 1931         |
| 1970.  | 22.345     | 1987         |
| 1980.  | 21.917     | 2164         |
| 1991.  | 39.218     | 2393         |
| 2001.  | 39.193     | 2503         |
| 2020.  | 36.729     | ?            |

### Etnički sastav
- Slovaci - 94,21 %
- Romi - 1,93 %
- Česi -  0,51 %.

### Religija
- rimokatolici - 69,81 %
- ateisti - 16,95 %
- luterani - 3,17 %
- grkokatolici - 3,05 %.

## Gradovi prijatelji
| - Kisújszállás, Mađarska - Alsfeld, Njemačka - Clausthal-Zellerfeld, Njemačka - Grójec, Poljska - Havlíčkův Brod, Češka. | - Joinville, Brazil - L'Aigle, Francuska - Nitra, Slovačka - Preveza, Grčka - Youngstown, SAD. |

## Vanjske poveznice
- Službena stranica grada

### Ostali projekti
|  | Zajednički poslužitelj ima još gradiva o temi Spišská Nová Ves |